# 滋賀里站
滋賀里站（日语：／ Shigasato eki */?）是位於滋賀縣大津市見世，屬於京阪電氣鐵道的石山坂本線停留場。車站編號為OT18。本站在引入相對公里區間制前與中之庄站等車站同樣為區間制車費邊界的車站。

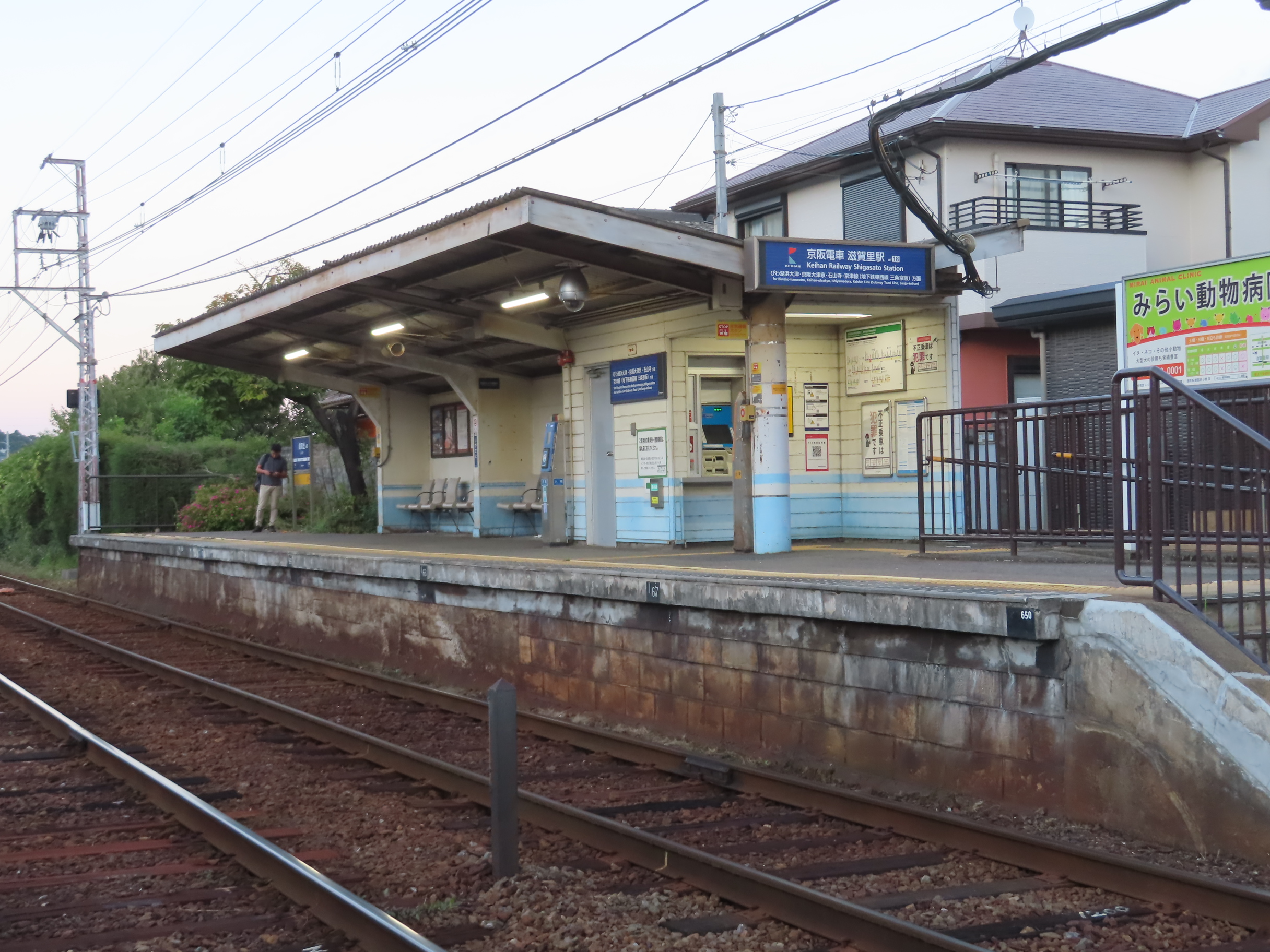
往坂本比叡山口方向的月台（2024年10月）

## 歷史
- 1927年（昭和2年）5月15日 - 琵琶湖鐵道汽船山上（現時已經廢止）至松之馬場之間開通，此站啟用。
- 1929年（昭和4年）4月11日 - 公司合併後，成為(舊)京阪電氣鐵道石山坂本線的車站[4][5]。
- 1943年（昭和18年）10月1日 - 公司合併後，成為京阪神急行電鐵（現時：阪急電鐵）的車站[4][6]。
- 1945年（昭和20年）1月10日 - 向坂本（現時：坂本比叡山口）一方遷移400米。(該站後來成為水耕農場站。)
- 1949年（昭和24年）12月1日 - 公司分離後，成為(新)京阪電氣鐵道的車站[4][6]。
- 1955年（昭和30年）5月1日 - 向石山寺一方遷移400米(回到原位)。舊站改名為水耕農場前站（在1956年2月15日暫停使用，在1974年廢止）。

## 車站構造
本站是地面車站，設有2面2線的相對式月台。兩月台之間相隔一座平交道，南邊設有坂本方向月台，北邊則設有石山寺方向月台。此站是整日無人車站。兩月台上均沒有設置站房。而站內設有PiTaPa（ICOCA）等IC卡專用閘機。

### 月台
| 月台 | 路線        | 上下行 | 方向                                                                       | 備註                               |
| ---- | ----------- | ------ | -------------------------------------------------------------------------- | ---------------------------------- |
| 南邊 | ▼石山坂本線 | 下行   | 坂本比叡山口方向                                                           |                                    |
| 北邊 | ▼石山坂本線 | 上行   | 京阪大津京、琵琶湖濱大津、石山寺方向 ▲京津線（ 地下鐵東西線 三條京阪）方向 | 京津線需要在琵琶湖濱大津站轉乘列車 |

※月台可容納2卡列車。在旅客資訊上沒有編排月台編號。

## 車站周邊
從站前道路向東行，經過國道161號後可到達琵琶湖。向西行可到達志賀八幡神社內。再向西前進會越過西大津繞道，在繞道後方設有「滋賀之大佛」，該大佛是在鎌倉時代製作，為一座阿彌陀佛的石佛。
- 滋賀里醫院
- 滋賀里簡易郵局
- 平和堂唐崎店
- 國道161號（日语：国道161号）
- 西大津繞道
- 志賀八幡神社
- 百穴古墳群

參考資料

## 相鄰車站
京阪電氣鐵道
▼石山坂本線
南滋賀（OT17）－滋賀里（OT18）－穴太（OT19）
- 上述提及，此站與穴太站之間曾經設有水耕農場前站。

## 注腳
1. ↑  大津市統計年鑑
2. ↑  停車站資訊圖 （页面存档备份，存于）（日語） - 京阪電氣鐵道
3. ↑  在1993年以前發行的「京阪時間表」中，書本後方的「站間普通（大人）旅客車費表」會列出車費區間與大津線路線圖。
4. 1 2 3  高橋 2017，第28頁.
5. ↑  寺田 2013，第276頁.
6. 1 2  寺田 2013，第275頁.
7. ↑  京阪電鐵月刊沿線情報誌《K PRESS》2013年8月號7頁「気になるあの駅散策マップ」

## 外部連結
- 滋賀里 - 京阪電氣鐵道